# 常胤法親王
常胤法親王（1548年4月17日—1621年7月29日），俗名性胤，是日本戰國時代的法親王，生父是伏見宮邦輔親王，伏見宮貞康親王異母兄弟；伏見宮邦房親王的同母兄弟。他也是天台宗的天台座主和妙法院的門跡。

## 履歷
永祿七年（1564年）四月成為正親町天皇猶子，天正三年（1575年）二月廿一日接受親王宣下及敘二品，後來得度，法號常胤。自慶長二年（1597年）四月擔任天台座主，到元和七年（1621年）去世，葬法住寺，院號雲龍院。